# Geschützter Landschaftsbestandteil Ehemaliger Steinbruch Ambrock

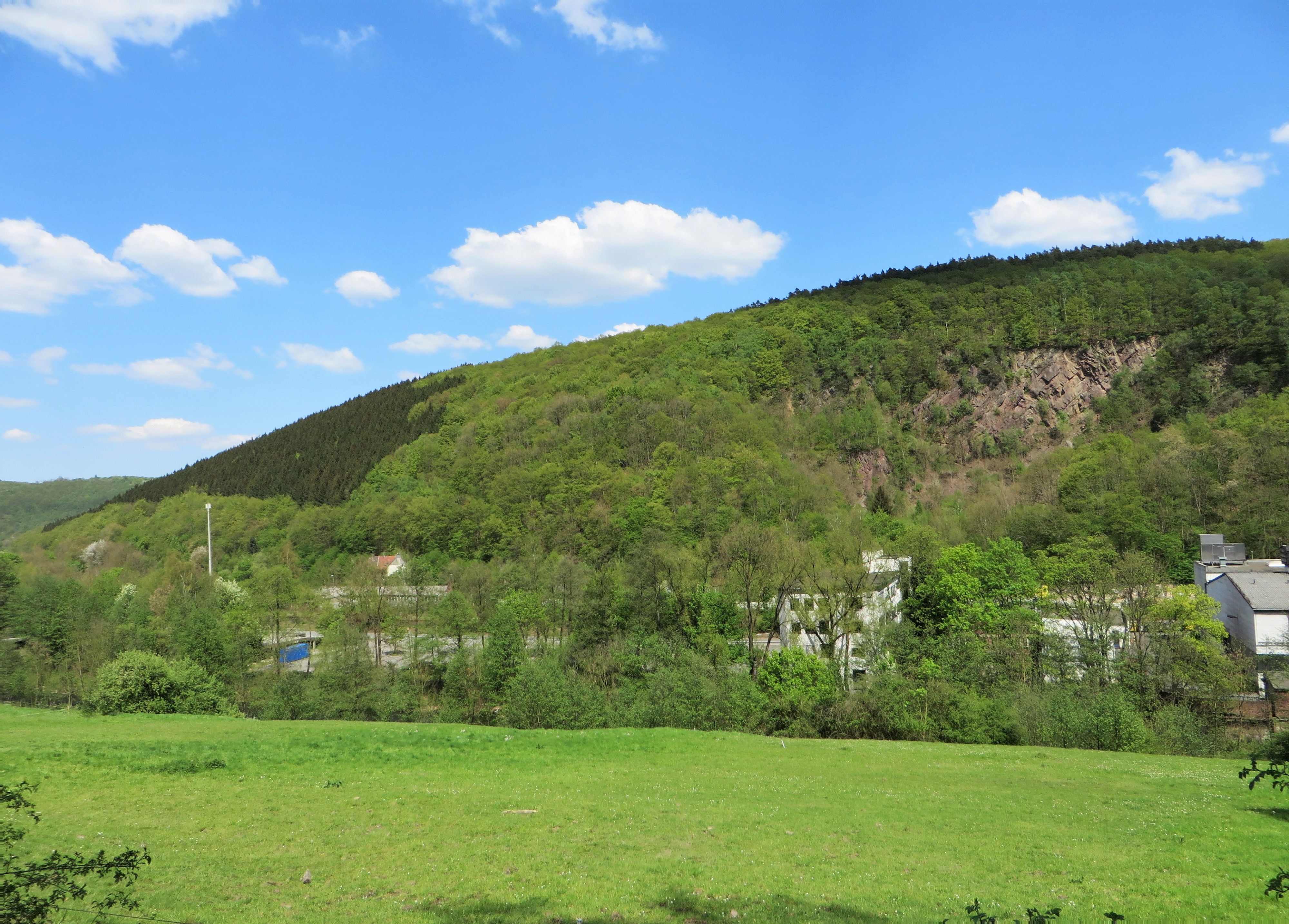
Geschützter Landschaftsbestandteil Ehemaliger Steinbruch Ambrock

Der Geschützte Landschaftsbestandteil Ehemaliger Steinbruch Ambrock mit einer Flächengröße von 1,8 ha liegt auf dem Gebiet der kreisfreien Stadt Hagen in Nordrhein-Westfalen. Der LB wurde 1994 mit dem Landschaftsplan der Stadt Hagen vom Stadtrat von Hagen ausgewiesen. Der LB liegt im Landschaftsschutzgebiet Asmecker Bachtal.

## Beschreibung
Beschreibung im Landschaftsplan: „Der Landschaftsbestandteil liegt östlich der Delsterner Straße (B 54) bei Ambrock. Es handelt sich um einen ehemaligen Steinbruch in den Brandenberg-Schichten des Mitteldevons mit ca. 40 m hoher Steilwand und Blockschuttfeldern.“

## Schutzzweck
Laut Landschaftsplan erfolgte die Ausweisung „zur Sicherung der Leistungsfähigkeit des Naturhaushalts durch Erhalt eines Lebensraumes für wärmeliebende Tier- und Pflanzenarten und zur Gliederung und Belebung des Landschaftsbildes durch Erhalt eines geowissenschaftlich bemerkenswerten Objektes.“